# Nursultan Rachatow
Nursultan Rachatow (kasachisch Нұрсұлтан Рахатов, russisch Нурсултан Рахатов Nursultan Rachatow; * 12. Oktober 1992) ist ein kasachischer Gewichtheber.

## Karriere
Rachatow erreichte bei den Junioren-Weltmeisterschaften 2011 den fünften Platz. Bei den Aktiven wurde er im selben Jahr bei der Universiade in Shenzhen Zwölfter in der Klasse bis 77 kg. 2012 gewann er bei den Asienmeisterschaften in Pyeongtaek Silber im Zweikampf und im Stoßen sowie Gold im Reißen. Am Ende des Jahres wurde er allerdings bei einer Dopingkontrolle positiv auf Stanozolol getestet und vom Weltverband IWF für zwei Jahre gesperrt.